# Halictus wjernicus
Halictus wjernicus är en biart som beskrevs av Blüthgen 1936. Halictus wjernicus ingår i släktet bandbin, och familjen vägbin. Inga underarter finns listade i Catalogue of Life.